# Heraclit (poeta)
|  | Aquest article tracta sobre el poeta. Vegeu-ne altres significats a «Heràclit (desambiguació)». |

Heraclit (en llatí Heracleitus, en grec antic Ἡράκλειτος) fou un poeta còmic grec que va escriure la comèdia Ξενίζων (Acolliment dels hostes) que menciona Ateneu de Naucratis. És possible que es digués en realitat "Heracleides", i seria llavors un poeta còmic que va ridiculitzar a Edeu, un comandant de mercenaris a les ordres de Filip V de Macedònia anomenant-lo Ἀλεκτρύων (gall).